# Kārīz-e Gelī
Kārīz-e Gelī (persiska: کاریز گلی) är en ort i Iran.   Den ligger i provinsen Khorasan, i den nordöstra delen av landet, 700 km öster om huvudstaden Teheran. Kārīz-e Gelī ligger 1 425 meter över havet och antalet invånare är 170.
Terrängen runt Kārīz-e Gelī är kuperad åt sydväst, men åt nordost är den platt.Runt Kārīz-e Gelī är det ganska glesbefolkat, med 25 invånare per kvadratkilometer. Närmaste större samhälle är Kārīz-e Bālā, 13,9 km väster om Kārīz-e Gelī. Trakten runt Kārīz-e Gelī består i huvudsak av gräsmarker.